# Nykøbing Sjælland
Nykøbing Sjælland è una cittadina danese appartenente alla regione della Selandia e localizzata a nord-ovest dell'isola di Selandia, nel comune di Odsherred, sull'Isefjord. Nel gennaio 2024 la sua popolazione era di 5.015 abitanti. Nella stagione estiva numerosi sono i turisti che soggiornano nelle case vacanza dei dintorni e sulle spiagge.

## Etimologia del toponimo
L'origine del toponimo risale al XIII secolo. Il prefisso ny- indica un'aggiunta alla cinta muraria di una città, precisamente una città con diritto di mercato (købing). L'appendice "Sjælland" è ora utilizzata per distinguere la località da altre due cittadine danesi con lo stesso nome: Nykøbing Falster e Nykøbing Mors. Per questa ragione il nome è spesso abbreviato "Nykøbing Sj".

## Storia
Nykøbing è una delle più antiche città della Selandia; la sua prima menzione in documenti ufficiali risale alla seconda metà del XIII secolo. Nel 1290 il suo territorio fu saccheggiato e bruciato dai sostenitori del nobile pirata e condottiero Stig Andersen Hvide il Vecchio (Marsk Stig). Nel 1370 la città, comprese le terre circostanti, fu ipotecata dal vescovato di Roskilde, da cui la regina Margherita I la riscattò. Per tutto il Medioevo Nykøbing viveva della pesca delle aringhe. Nel 1443 ottenne lo status di città perché, dopo la scomparsa dei banchi di aringhe, il commercio rimpiazzò la pesca come attività più importante. 
Nel 1591 venne fondata una scuola latina, sostituita da una scuola danese nel 1740. A quel tempo Nykøbing contava 350 abitanti ed era una delle città più piccole della Selandia. 
Nel 1868 fu eretto vicino alla chiesa il palazzo di giustizia di Nykøbing Sjælland, l'edificio divenne così un municipio e una prigione. Dal 1991 funge da tribunale e al tempo stesso ristorante. 
Nel 1914 venne costruita all'ingresso meridionale della città la Torre dell'acqua Nykøbing Sjælland (Vandtårnet Nykøbing Sjælland).

## Infrastrutture e trasporti
La stazione di Nykøbing Sjælland è il capolinea settentrionale delle ferrovie locali della Selandia occidentale (Vestsjælland Lokalbaner), che collega Nykøbing con Holbæk. 
La città ha ancora un porto, ma non è più un porto commerciale importante.